# Jüdischer Friedhof (Bad Mingolsheim)

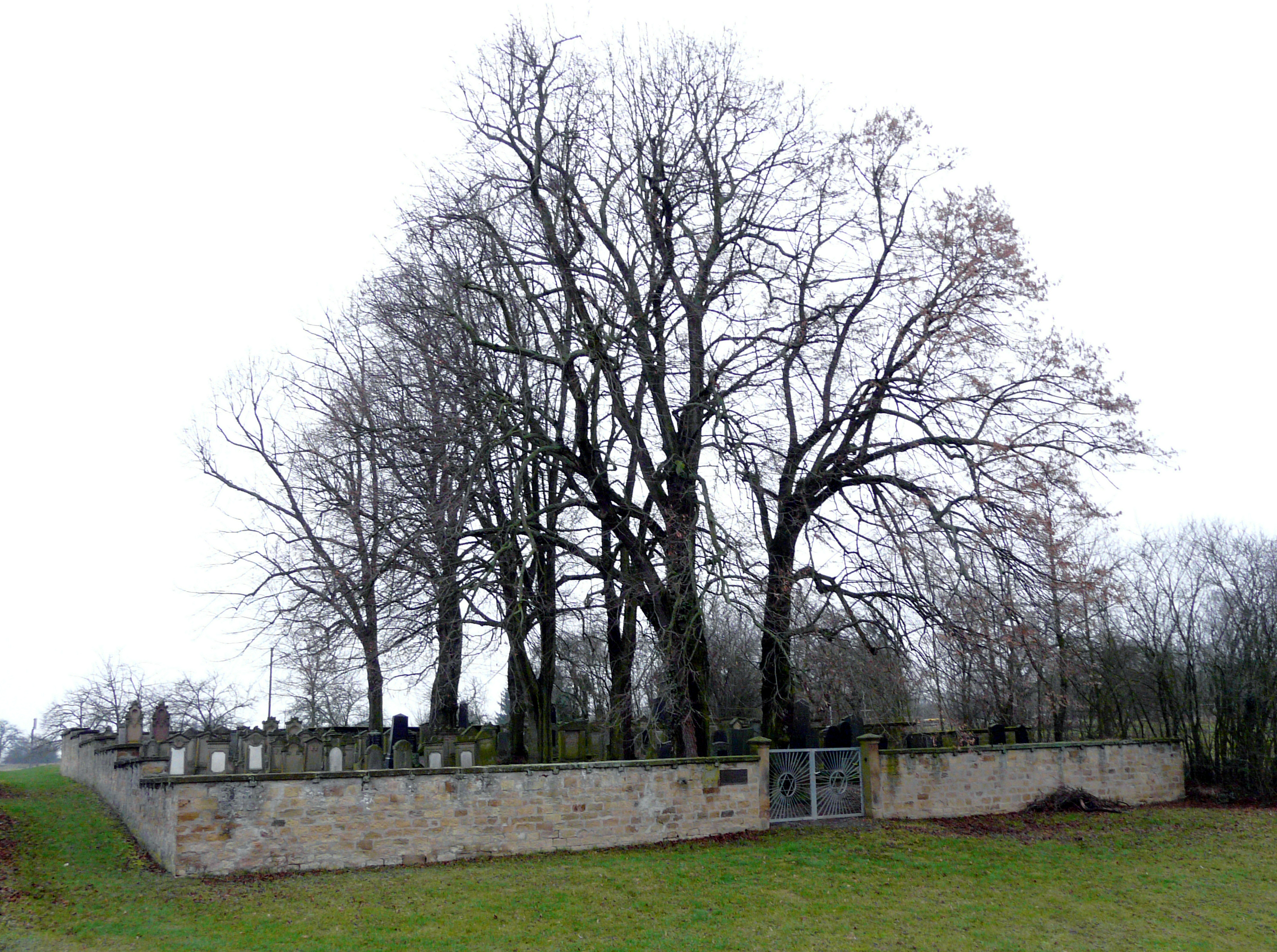
Jüdischer Friedhof in Bad Mingolsheim, Totalansicht.

Der Jüdische Friedhof Bad Mingolsheim ist ein jüdischer Friedhof in Bad Mingolsheim, einem Ortsteil der Gemeinde Bad Schönborn im nördlichen Baden-Württemberg. Der Friedhof ist ein geschütztes Kulturdenkmal.

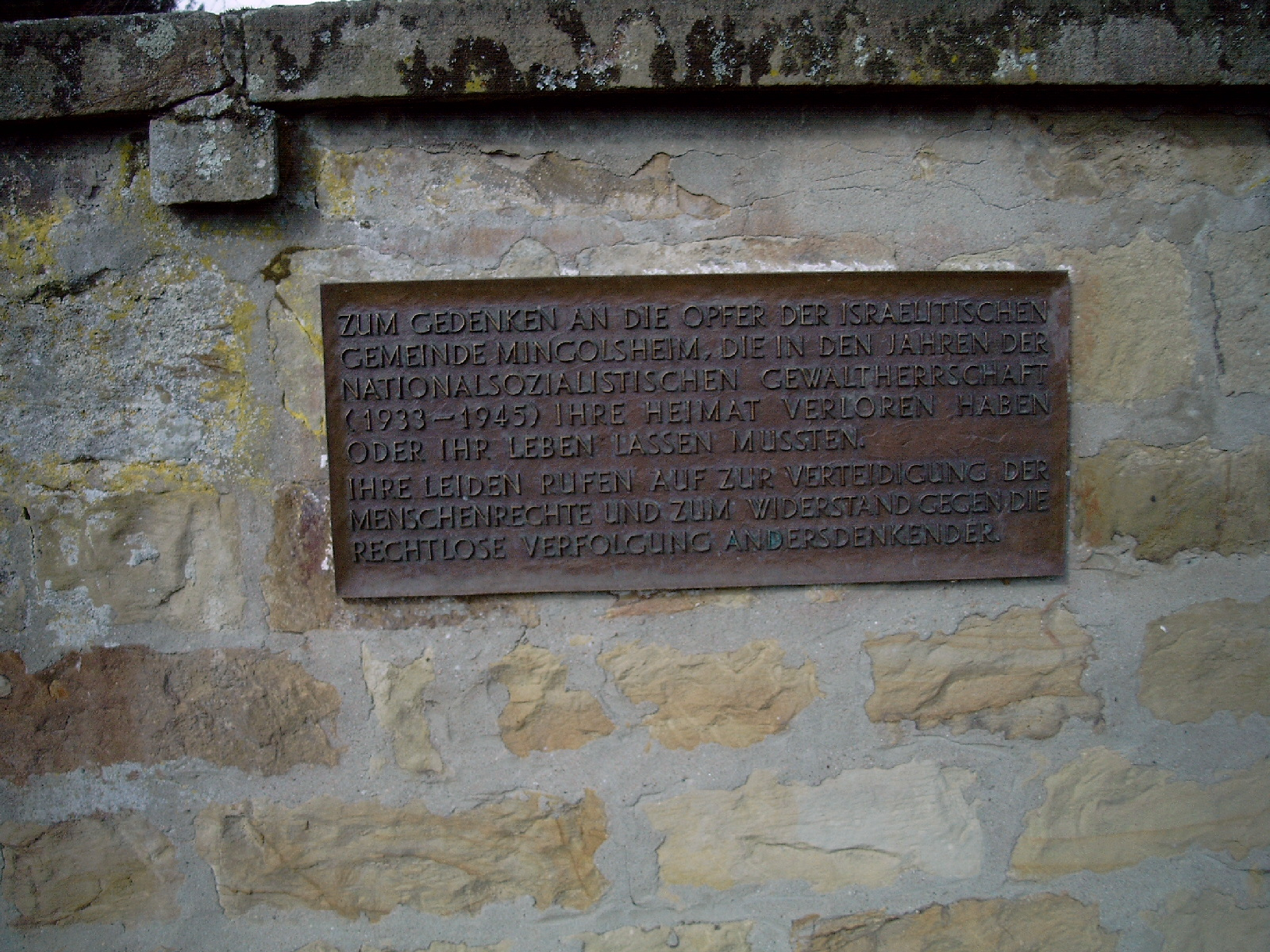
Gedenktafel an der Mauer des jüdischen Friedhofs.

Die Jüdische Gemeinde Bad Mingolsheim hatte ihre Toten bis 1878 auf dem jüdischen Friedhof Obergrombach beigesetzt. Der eigene Friedhof der jüdischen Gemeinde Mingolsheim entstand 1878 und ist von einer Steinmauer umschlossen. Er besitzt 154 Grabstätten und befindet sich am Ende der heutigen Konradin-Kreutzer-Straße am nordöstlichen Ortsrand. Er ist 24 Ar groß. Der älteste Grabstein ist von 1878 und der jüngste von 1939.
Auf dem Friedhof wurden neben den Mingolsheimer Juden auch die Juden aus Malsch und Östringen beigesetzt.

## Gedenken
Auf dem Friedhof wurde eine Gedenktafel mit folgender Inschrift angebracht:
„Zum Gedenken an die Opfer der israelitischen Gemeinde Mingolsheim, die in den Jahren der nationalsozialistischen Gewaltherrschaft (1933–1945) ihre Heimat verloren oder ihr Leben lassen mussten.“
„Ihre Leiden rufen auf zur Verteidigung der Menschenrechte und zum Widerstand gegen die rechtlose Verfolgung Andersdenkender.“